# Župnija Bizeljsko
Župnija Bizeljsko je rimskokatoliška teritorialna župnija Škofije Celje, del Dekanije Videm ob Savi.

## Lega in opis
Župnija Bizeljsko na vzhodu sega do reke Sotle, na jugu in zahodu jo omejuje potok Dramlja, na severu pa grebeni Orlice. Z izjemo ozkega ravninskega pasu ob reki Sotli ter potokih Sušica in Dramlja prevladuje peščena in lapornata gričevnata pokrajina porasla z vinogradi, ki se proti severu postopoma dviguje v Orliško hribovje, z najvišjimi vrhovi čez 600 mnv. Župnija meri dobrih 30 km2 in ima okoli 1700 prebivalcev.
Župnijska cerkev sv. Lovrenca je zgrajena na osamelcu imenovanem Hribček (201 mnv) nad središčem vasi. Po okoliških gričih se nahaja še pet podružničnih cerkva. Ob poteh stojijo tudi številni križi in kapelice, ki označujejo tudi romarske poti proti bližnjim Svetim Goram.

## Zgodovina
Prednica današnje župnijske cerkve je bila prvotno podružnica pražupnije sv. Mihaela v Pilštanju in od leta 1394 Župnije Sv. Peter pod Svetimi gorami. Od leta 1254 in ponovno od 1364 je fevdalne in cerkvene pravice na Bizeljskem uveljavljal Benediktinski samostan Gornji Grad. Leta 1461 je bila cerkev priključena novoustanovljeni Ljubljanski škofiji in bila šele leta 1787, v času jožefinskih reform, kot samostojna župnija priključena Lavantinski škofiji. Vikariat Bizeljsko s cerkvijo sv. Lovrenca se omenja že v 13. stoletju, leta 1564 je bila ustanovljena posebna lokalija, ki je bila leta 1787 povzdignjena v samostojno župnijo s tedanjim imenom »fara sv. Lovrenca v Krajini«. Do 7. aprila 2006, ko je bila ustanovljena Škofija Celje, je bila župnija del Savskega naddekanata Škofije Maribor.
Bizeljski župnijski upravitelj je od leta 2007 upravljal tudi sosednjo Župnijo Kapele pri Brežicah, od 1. avgusta 2022 pa še drugo sosednjo Župnijo Pišece. Na podlagi škofovskega odloka sedanji bizeljski župnijski upravitelj od 1. avgusta 2023 upravlja tudi župniji Dobova in Kapele pri Brežicah.

### Blaženi Anton Martin Slomšek
Župnija je znana predvsem po blaženem Antonu Martinu Slomšku, ki je na Bizeljskem leta 1825 kot kaplan začel svojo duhovniško službo.

## Župnijsko glasilo
Novo občasno glasilo župnije Bizeljsko se imenuje Lovrenčev zvon.

## Sakralni objekti
| #  | Slika                     | Cerkev                          | Kraj                 |
| -- | ------------------------- | ------------------------------- | -------------------- |
| 1. | Klikni za spremembo slike | Cerkev sv. Lovrenca (župnijska) | Bizeljsko            |
| 2. | Klikni za spremembo slike | Cerkev sv. Andreja              | Dramlja              |
| 3. | Klikni za spremembo slike | Cerkev sv. Antona               | Bukovje              |
| 4. | Klikni za spremembo slike | Cerkev sv. Duha                 | Dramlja              |
| 5. | Klikni za spremembo slike | Cerkev sv. Marije Magdalene     | Orešje na Bizeljskem |
| 6. | Klikni za spremembo slike | Cerkev sv. Vida                 | Bizeljsko            |

Na področju župnije se nahaja tudi Grad Bizeljsko s kapelo sv. Hieronima.